# Moliner
El moliner és la persona que té a càrrec seu un molí, en qualsevol de les seves variants (d'aigua, de vent i de sang, principalment).

## A Mallorca
A Mallorca, l'ofici de moliner centrava la seva activitat en la molta de grans. A ciutat, els moliners s'agrupaven en un col·legi professional, que apareix perfectament organitzat ja el 1441; llavors s'hi integraven tant els moliners d'aigua com els de vent, per bé que els primers eren més importants, perquè, a la ciutat, els molins d'aigua eren més nombrosos. El seu patró era sant Bernat, que veneraven al monestir de la Real, atès que era també era el patró dels monjos cistercencs del monestir, mentre que la sala la tenien al carrer del Pes de la Farina. El seu escut era una roda de molí.
El 1636, els moliners de vent s'escindiren del col·legi per formar-ne un de propi. El col·legi dels moliners de vent tenia per patró sant Llorenç, motiu pel qual, a Mallorca, en moltes de torres de molí hi havia una petita imatge del sant. Els moliners veneraven el seu sant a l'església del Socors, i el seu escut el conformava un molí de vent.
Pel que fa a la Part Forana, el 1633 els moliners (llavors encara units, d'aigua i de vent) se segregaren dels de la ciutat i es posaren sota la protecció del Santíssim Sagrament. Un any més tard, el 1634, els moliners de vent de Manacor formaren un col·legi propi. A Sóller, el 1650 els moliners d'aigua també erigiren un col·legi a part, conservant l'advocació de Sant Bernat. El 1684, per la seva banda, els moliners de vent de Llucmajor, Montuïri i Felanitx també se segregaren per crear el seu propi col·legi.
Per les ordinacions conegudes se sap que sols tenien accés a la categoria de sobreposat de l'ofici els senyors de molí, que eren dos. Exerciren el càrrec sense rebre cap remuneració fins que, el 1533, hom els concedí una gratificació anual d'un ducat d'or. Havien de tenir cura del llibre i de la caixa de l'ofici, proveïda de dos panys, i custodiar una clau per hom. Normalment, el senyor de molí no treballava directament, sinó que llogava el molí. El llogater havia de donar fermança al mostassaf, per tal que servís per esmenar els possibles fraus comesos en el molí. Per exercir de moliner, fos com a senyor o com a llogater, s'havia de pagar una confraria de 2 sous cada dissabte, i era expulsat del gremi qui no l'abonava. Si després de l'expulsió continuava treballant, rebia un ban de 100 sous.
Els traginers estaven, en part, sotmesos a l'ofici de moliners. Un altre cas era el dels moliners drapers, encarregats de l'adobament dels draps, que no s'integraven en el col·legi, sinó que depenien de l'ofici de paraire.